# Gabriel Souza
Gabriel Vieira de Souza (Tramandaí, 2 de janeiro de 1984) é um médico veterinário e político brasileiro, filiado no Movimento Democrático Brasileiro (MDB). Atualmente exerce a função de vice-governador do Rio Grande do Sul.

## Juventude e Formação
Gabriel Vieira de Souza nasceu em Tramandaí e é médico veterinário formado pela Universidade Luterana do Brasil. Filiado ao Movimento Democrático Brasileiro (MDB), foi deputado estadual do Rio Grande do Sul entre 2015 e 2023, foi líder do governo Sartori entre 2016 e 2018 na Assembleia Legislativa, além de secretário-geral da Executiva estadual e Primeiro-secretário da Executiva Nacional.

## Carreira política

### Deputado estadual do Rio Grande do Sul

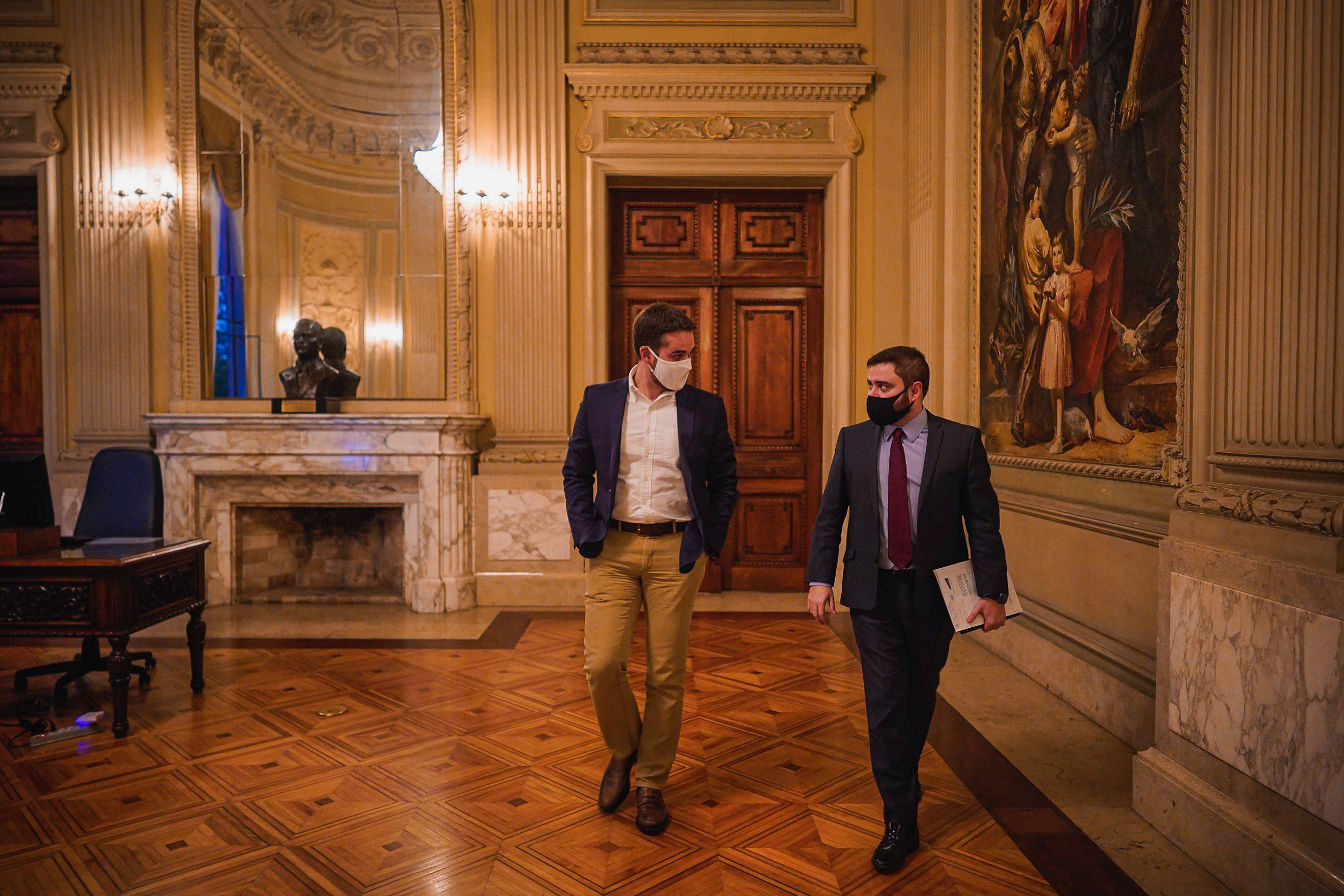
Gabriel Souza e Eduardo Leite após uma reunião institucional

Nas eleições de 2014, em 5 de outubro, foi eleito deputado estadual à Assembleia Legislativa do Rio Grande do Sul na 54ª legislatura (2015 — 2019) com 39.998 votos. Assumiu o cargo em 1 de fevereiro de 2015, cujo mandato expirou em 1 de fevereiro de 2019. Em 2018, foi reeleito para a função com 52.953 votos, sendo o parlamentar mais votado do MDB. Em 2010, havia ficado como deputado estadual suplente com 26.895 votos. No primeiro mandato como deputado estadual, foi líder da bancada do PMDB. Entre 2016 e 2018 foi o líder do governo na casa, representando o Governo Sartori junto dela.
Na sua atuação como parlamentar tem como principais bandeiras: o apoio ao produtor rural, a defesa da causa animal, o desenvolvimento regional e o Estado necessário. Desde junho de 2019, Gabriel Souza preside a Frente Parlamentar em Defesa das Universidades.

### Vice-governador do Rio Grande do Sul
Foi o pré-candidato do MDB a governador do Rio Grande do Sul para as eleições estaduais de 2022. Na Convenção Estadual do MDB-RS, realizada em 31 de julho de 2022, Gabriel se inscreveu como candidato emedebista ao governo do Estado, mas a maioria dos convencionais decidiu pela coligação com o PSDB, indicando seu nome a vice-governador.

## Posicionamentos políticos
Gabriel Souza se define como liberal, progressista e centrista, advogando a economia de mercado e redução das desigualdades sociais junto com a defesa da democracia liberal.
Em entrevista como líder do Governo em 2017, Gabriel defendeu a redução do tamanho do estado, declarando que o governo de José Ivo Sartori e a bancada do PMDB defendem o "estado necessário", priorizando segurança, saúde, educação e infraestrutura, como serviços principais, em detrimento de outros, em seu dizer, "supérfluos".
Em 2022, Gabriel Souza discordou da decisão de seu partido em fazer parte do Governo Lula, afirmando que deveriam ser manter independentes da gestão petista e focarem em propor alternativas ao projeto petista, visando uma candidatura presidencial em 2026.

## Desempenho em eleições
| Ano  | Eleição                       | Partido | Coligação                                            | Candidato a       | Votos     | Resultado       |
| ---- | ----------------------------- | ------- | ---------------------------------------------------- | ----------------- | --------- | --------------- |
| 2010 | Estadual do Rio Grande do Sul | PMDB    | PMDB                                                 | Deputado Estadual | 26.895    | Suplente        |
| 2014 | Estadual do Rio Grande do Sul | PMDB    | PMDB                                                 | Deputado Estadual | 39.998    | Eleito          |
| 2018 | Estadual do Rio Grande do Sul | MDB     | MDB                                                  | Deputado Estadual | 52.953    | Eleito          |
| 2022 | Estadual do Rio Grande do Sul | MDB     | Um Só Rio Grande (PSDB/MDB/UNIÃO/PSD/PODE/Cidadania) | Vice-governador   | 3.687.126 | Eleito 2º turno |

## Vida pessoal
Gabriel Souza é casado com Talise Souza e tem uma filha chamada Dora, nascida em 2017. Atualmente tem uma cadela chamada Anita, nome em homenagem à Anita Garibaldi, já possuiu dois outros cachorros nomeados em homenagem a Getúlio Vargas e Ulysses Guimarães.

Mesmo com sua carreira política, Gabriel Souza ainda mantém suas atividades como médico veterinário em Tramandaí, fazendo atendimentos durante os sábados.